# Julia Greville
Julia Emma Greville, née le 18 février 1979 à Perth (Australie), est une nageuse australienne spécialiste de la nage libre. Elle est médaillée de bronze aux Jeux de 1996.

## Carrière
Participant aux Jeux olympiques d'été de 1996, elle termine seulement 7e du 200 m nage libre puis 6e du 4 × 100 m nage libre mais monte sur le podium sur le 4 × 200 m nage libre avec Nicole Stevenson, Emma Johnson et Susie O'Neill.
En juillet 1999, elle doit annuler sa participation aux Championnats pan-pacifiques à cause d'une blessure à l'épaule droite.

## Palmarès
| Date | Compétition                           | Lieu         | Place | Course               |
| ---- | ------------------------------------- | ------------ | ----- | -------------------- |
| 1995 | Championnats pan-pacifiques           | Atlanta      | 8e    | 200 m nage libre     |
| 1995 | Championnats pan-pacifiques           | Atlanta      | 17e   | 100 m nage libre     |
| 1995 | Championnats pan-pacifiques           | Atlanta      | 17e   | 50 m nage libre      |
| 1995 | Championnats pan-pacifiques           | Atlanta      | 2e    | 4 × 200 m nage libre |
| 1996 | Jeux olympiques                       | Atlanta      | 7e    | 200 m nage libre     |
| 1996 | Jeux olympiques                       | Atlanta      | 6e    | 4 × 100 m nage libre |
| 1996 | Jeux olympiques                       | Atlanta      | 3e    | 4 × 200 m nage libre |
| 1997 | Championnats du monde en petit bassin | Göteborg     | 20e   | 100 m nage libre     |
| 1997 | Championnats du monde en petit bassin | Göteborg     | 8e    | 200 m nage libre     |
| 1997 | Championnats du monde en petit bassin | Göteborg     | 5e    | 400 m nage libre     |
| 1997 | Championnats du monde en petit bassin | Göteborg     | 5e    | 4 × 100 m nage libre |
| 1997 | Championnats du monde en petit bassin | Göteborg     | 3e    | 4 × 200 m nage libre |
| 1998 | Championnats du monde                 | Perth        | 26e   | 100 m nage libre     |
| 1998 | Championnats du monde                 | Perth        | 3e    | 200 m nage libre     |
| 1998 | Championnats du monde                 | Perth        | 5e    | 400 m nage libre     |
| 1998 | Championnats du monde                 | Perth        | 3e    | 4 × 200 m nage libre |
| 1998 | Jeux du Commonwealth                  | Kuala Lumpur | 7e    | 200 m nage libre     |
| 1998 | Jeux du Commonwealth                  | Kuala Lumpur | 4e    | 400 m nage libre     |
| 1998 | Jeux du Commonwealth                  | Kuala Lumpur | 1re   | 4 × 200 m nage libre |